# Пирамида потребностей по Маслоу

Диаграмма иерархии человеческих потребностей по Абрахаму Маслоу.
Ступени (снизу вверх):
1. Физиологические потребности
2. Потребность в безопасности
3. Потребность в любви/Принадлежность к чему-либо
4. Потребность в уважении
5. Потребность в познании
6. Эстетические потребности
7. Потребность в самоактуализации
Причём последние три уровня: «познание», «эстетические» и «самоактуализация» в общем случае называют «Потребностью в самовыражении» (Потребность в личностном росте).

Пирами́да потре́бностей — общеупотребительное название иерархической модели потребностей человека, представляющей собой упрощённое изложение идей американского психолога Абрахама Маслоу. 
Данная пирамида потребностей отражает одну из самых популярных и известных теорий мотивации — теорию иерархии потребностей. Эта теория известна также как теория потребностей (англ. need theory) или теория иерархии (hierarchy theory). Изначально идея была изложена в работе А. Маслоу «Теория человеческой мотивации» (1943), более подробно — в книге 1954 года «Мотивация и личность» (Motivation and Personality).

## Теория иерархии потребностей
В основополагающей статье Маслоу «Теория человеческой мотивации», опубликованной в 1943 году в журнале Psychological Review, нет изображения пирамиды. Такого изображения также нет в его книге «Мотивация и личность», опубликованной в 1954 году.
В книге "Мотивация и личность" Маслоу выделяет: физиологические потребности, потребности в безопасности, потребности в любви и принадлежности, потребности в уважении, потребность в самоактуализации. 
В своих работах Маслоу распределил потребности по своей мере убывания важности, объяснив такое построение тем, что человек не может испытывать потребности высокого уровня, пока нуждается в более примитивных вещах. 
«Я совершенно убеждён, что человек живёт хлебом единым только в условиях, когда хлеба нет, — разъяснял Маслоу. — Но что случается с человеческими стремлениями, когда хлеба вдоволь и желудок всегда полон? Появляются более высокие потребности, и именно они, а не физиологический голод, управляют нашим организмом. По мере удовлетворения одних потребностей возникают другие, всё более и более высокие. Так постепенно, шаг за шагом человек приходит к потребности в саморазвитии — наивысшей из них».
Маслоу прекрасно осознавал, что удовлетворение примитивных физиологических потребностей — основа основ. В его представлении идеальное счастливое общество — это в первую очередь общество сытых людей, не имеющих повода для страха или тревоги. Если человек, например, постоянно испытывает недостаток в еде, вряд ли он будет остро нуждаться в любви. Тем не менее человек, переполненный любовными переживаниями, всё равно нуждается в пище, причём регулярно (даже если любовные романы и утверждают обратное). Под сытостью Маслоу подразумевал не только отсутствие перебоев с питанием, но и достаточное количество воды, кислорода, сна и прочих базовых потребностей человека.
Формы, в которых проявляются потребности, могут быть разными, в зависимости от характера человека, внешних условий, событий и явлений, способностей и мотиваций отдельного человека, и прочих бесчисленных множеств других факторов. Поэтому, например, потребность в уважении и признании у разных людей может проявляться неодинаково: одному необходимо стать выдающимся политиком, депутатом, общественным деятелем и завоевать всеобщее одобрение и популярность, а другому вполне будет достаточно, чтобы собственные дети признавали его авторитет. Такой же широчайший диапазон в рамках одной и той же потребности можно наблюдать на любой ступени пирамиды, даже на первой (физиологические потребности).
Абрахам Маслоу признавал, что люди имеют множество различных потребностей, но также полагал, что эти потребности можно разделить на 5 основных категорий:
1. Физиологические: голод, жажда и так далее;
2. Потребности в безопасности/защите: комфорт, постоянство условий жизни;
3. Социальные: потребность в принятии другими, социальные связи, общение, привязанность, забота о другом и внимание к себе, совместная деятельность;
4. Самоуважение: уважение со стороны других, признание, достижение успеха и высокой оценки, служебный рост;
5. Духовные: познание, самоактуализация, самовыражение, самоидентификация.

Существует также более подробная классификация, которая не встречается в работах Маслоу. В такой системе выделяется 7 основных уровней (приоритетов):
1. (низший) Физиологические потребности: утоление голода, жажды, защита от холода, пригодный для дыхания воздух, достаточный сон, отсутствие боли и так далее;
2. Потребность в безопасности: чувство уверенности, избавление от страха и неудач;
3. Потребность в принадлежности и любви;
4. Потребность в уважении: достижение успеха, одобрение, признание;
5. Познавательные потребности: знать, уметь, исследовать;
6. Эстетические потребности: гармония, порядок, красота;
7. (высший) Потребность в самовыражении: реализация своих целей, способностей, развитие собственной личности.

По мере удовлетворения низлежащих потребностей, всё более актуальными становятся потребности более высокого уровня, но это вовсе не означает, что место предыдущей потребности занимает новая, только когда прежняя удовлетворена полностью. Также потребности не находятся в неразрывной последовательности и не имеют фиксированных положений, как это показано на схеме. Такая закономерность имеет место как наиболее устойчивая, но у разных людей взаимное расположение потребностей может варьироваться.
Маслоу утверждал, что «стадии самовыражении» достигает не более 2 % людей.

## Критика
Главная проблема при проверке теории иерархии в том, что нет надёжного количественного измерителя удовлетворённости потребностей человека. Вторая проблема теории связана с разбиением потребностей в иерархии, их последовательностью. Сам Маслоу указывал, что порядок в иерархии может меняться. Впрочем, теория не может объяснить, почему некоторые потребности продолжают быть мотиваторами даже после того, как они были удовлетворены.
Поскольку Маслоу исследовал биографии только тех творческих личностей, которые, по его мнению, были успешными («счастливчиками»), то из исследуемых личностей выпал, например, Рихард Вагнер, великий композитор, лишённый практически всех личностных черт, ценимых Маслоу. Учёного интересовали необычайно активные и здоровые люди, такие как Элеонора Рузвельт, Авраам Линкольн и Альберт Эйнштейн. Это накладывает неизбежные искажения на выводы Маслоу, поскольку то, как устроена «пирамида потребностей» большинства людей, из его исследований оставалось неясным. Также Маслоу не проводил эмпирических исследований.
Теория иерархии потребностей, несмотря на свою популярность, не подтверждается и имеет низкую валидность, заявили Дуглас Холл и Халил Ноугейм (Douglas Hall, Khalil Nougaim) в 1968 году и Эдвард Лоулер и Дж. Ллойд Саттл (Lawler, E. E., Suttle, J. L.) в 1972 году . Когда Холл и Ноугейм проводили своё исследование, Маслоу написал им письмо, в котором отметил, что важно учитывать удовлетворение потребностей в зависимости от возрастной группы испытуемых. «Счастливчики» с точки зрения Маслоу удовлетворяют потребности в безопасности и физиологии в детстве, потребности в принадлежности и любви — в подростковом возрасте и так далее. Потребность же в самоактуализации удовлетворяется годам к 50 у «счастливчиков». Именно поэтому нужно учитывать возрастную структуру.